# Svetlana Ul'masova
Svetlana Viktorovna Ul'masova (in russo Светпана Викторовна Упьмасова?; 4 febbraio 1953 – 6 aprile 2009) è stata una mezzofondista sovietica.

## Palmarès

### Europei
- 2 medaglie:
  - 2 ori (Praga 1978 nei 3000 m piani; Atene 1982 nei 3000 m piani)

### Mondiali di corsa campestre
- 4 medaglie:
  - 2 ori (Parigi 1980 a squadre; Madrid 1981 a squadre)
  - 2 argenti (Limerick 1979 a squadre; Gateshead 1983 a squadre)